# Alfons Edler von Rosthorn
Alfons Edler von Rosthorn (ur. 19 września 1857 w Oed, zm. 9 sierpnia 1909 w Seckau) – austriacki lekarz ginekolog.
Studiował w Wiedniu, początkowo zoologię, potem medycynę. W 1885 roku został doktorem medycyny, od 1890 roku privatdozent w Wiedniu, od 1892 profesor nadzwyczajny w Pradze, od 1894 roku profesor zwyczajny. W 1898 roku po śmierci Rokitansky'ego otrzymał katedrę w Grazu. Razem z Chrobakiem napisał rozdział do podręcznika Nothnagela Die Erkrankungen der weibl. Geschl.-Organe.